# Catedral de La Laguna
La Catedral de San Cristóbal de La Laguna o Catedral de Nuestra Señora de los Remedios (més coneguda simplement com a Catedral de La Laguna) és una catedral catòlica situada a la ciutat de San Cristóbal de La Laguna a l'illa de Tenerife (Canàries, Espanya). És d'estil neogòtic en el seu cos principal, i neoclàssica en la façana, seu de la Diòcesi de Tenerife, dependent de l'arxidiòcesi de Sevilla.

## Història
A la catedral hi ha la seu de la parròquia de la Mare de Déu dels Remeis, advocació mariana a la qual està consagrada la catedral i patrona de la ciutat i de la diòcesi. La catedral es troba al centre històric de la ciutat de La Laguna, declarat Patrimoni de la Humanitat el 1999, per la UNESCO.
En 1511 va ser construïda una capella al lloc per ordre del conqueridor de Tenerife, Alonso Fernández de Lugo. En 1515 la primitiva ermita va ser substituïda per una església més gran. L'església es va convertir en catedral el 1819 per butlla del papa Pius VII, quan es va crear la Diòcesi de Tenerife, amb jurisdicció per la província de Santa Cruz de Tenerife. La façana de la catedral data de 1820, mentre que l'actual estructura de la catedral va ser construïda entre 1904 i 1915.

## Celebracions
Durant la Setmana Santa, la catedral es converteix en el centre de la devoció popular de la ciutat de La Laguna, a causa que diferents germandats i confraries realitzen la seva estació penitencial, amb els seus respectius passos processionals. Entre aquests passos processionals destaca la imatge del Cristo de La Laguna, que és una de les imatges més venerades de Canàries. La imatge del Cristo de La Laguna també es trasllada a la catedral en les seves festes majors de setembre. Per la seva part també al setembre se celebra la festa de la Verge dels Remeis, patrona de la catedral i de la diòcesi.